# Joan Serrahima i Bofill
Joan Serrahima i Bofill (Barcelona, 29 de juny de 1905- Barcelona, 11 d'octubre de 1959) fou un advocat i atleta català.
Fill de Lluís Serrahima i Camín i Isabel Bofill de Compte. Fundador, juntament amb els seus germans del Club de Futbol Junior. Fou campió d'Espanya dels 100 metres llisos (1929) i de Catalunya de 100 i 200 m (1928). Participà en els Jocs Olímpics d'Amsterdam, juntament amb Joaquim Miquel, Emili Ferrer i Josep Culí. En honor seu, el seu nom ha estat donat a un estadi de Barcelona.
Casat amb Núria Manén i Marquès va ser pare de Núria Serrahima i Manén.

## Palmarès
Campió de Catalunya
- 100 metres llisos: 1928
  - fou tercer el 1930
- 200 metres llisos: 1928

Campió d'Espanya
- 100 m: 1929
  - fou segon el 1928 i tercer el 1930
- 200 m: -
  - fou segon el 1928 i 1929
- 4 x 100 m: 1929, 1930
  - fou segon el 1928